# Val Cimoliana
La Val Cimoliana è una vallata alpina laterale della Val Cellina, in provincia di Pordenone (Friuli-Venezia Giulia), percorsa dal torrente omonimo, confinante con il Cadore (provincia di Belluno) a ovest, con la Val Settimana a est e con la Carnia (Alta Val Tagliamento - provincia di Udine) a nord, rientrando nel territorio del Parco naturale delle Dolomiti Friulane.

## Geografia fisica
Inizia a Pinedo, frazione di Claut, ed è percorsa dalla SS251 fino a Cimolais; da qui la valle si estende verso nord-nord-est per quasi venti chilometri ed è percorsa da una carrozzabile a pedaggio fino a Pian Meluzzo, nei pressi del Rifugio Pordenone. Le cime principali sono la Cima dei Preti (2.703 m), il Monfalcon di Montanaia (2.548 m) e il famoso Campanile di Val Montanaia (2173 m).

## Galleria d'immagini

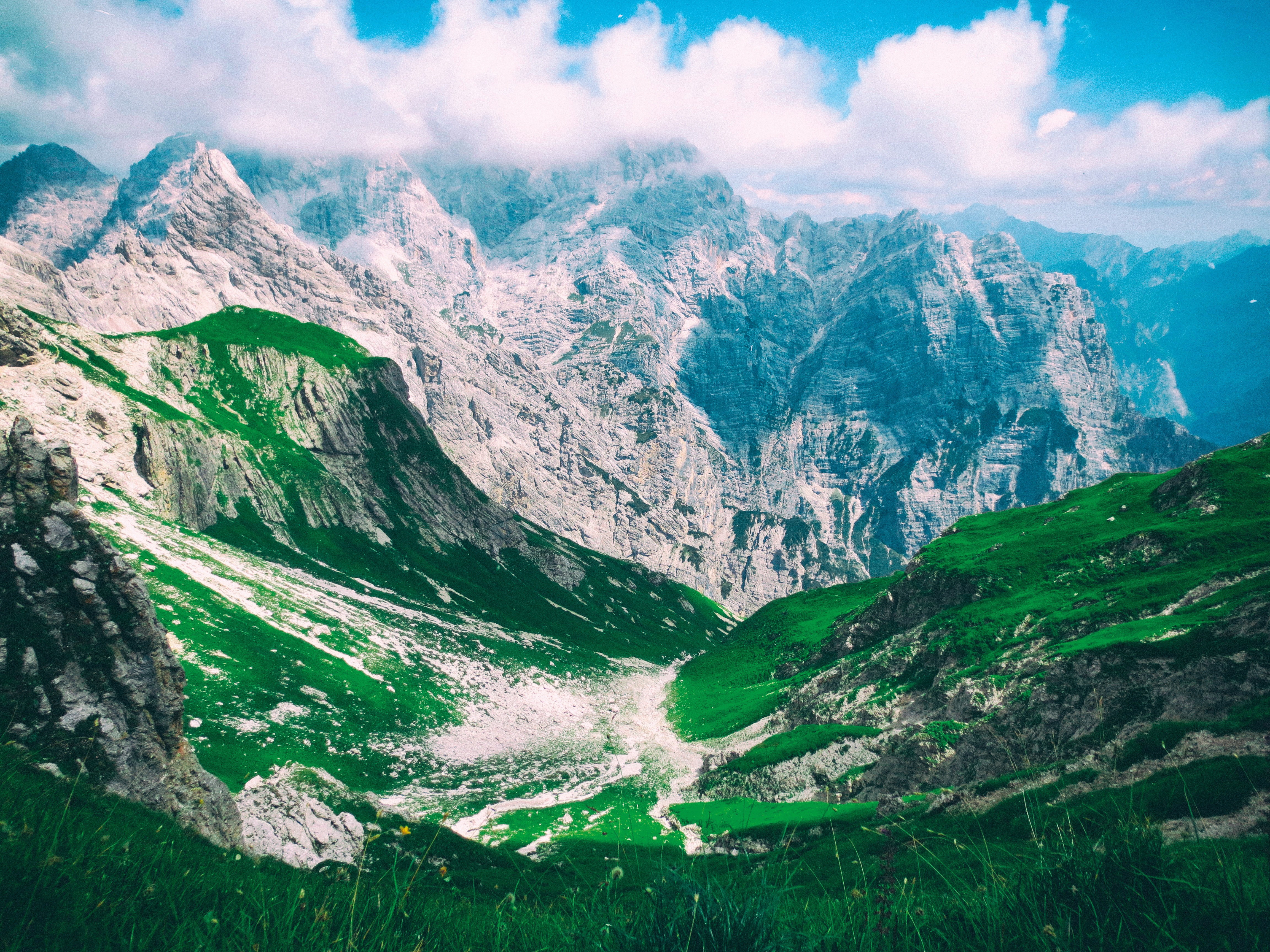
Val Cimoliana dall'alto
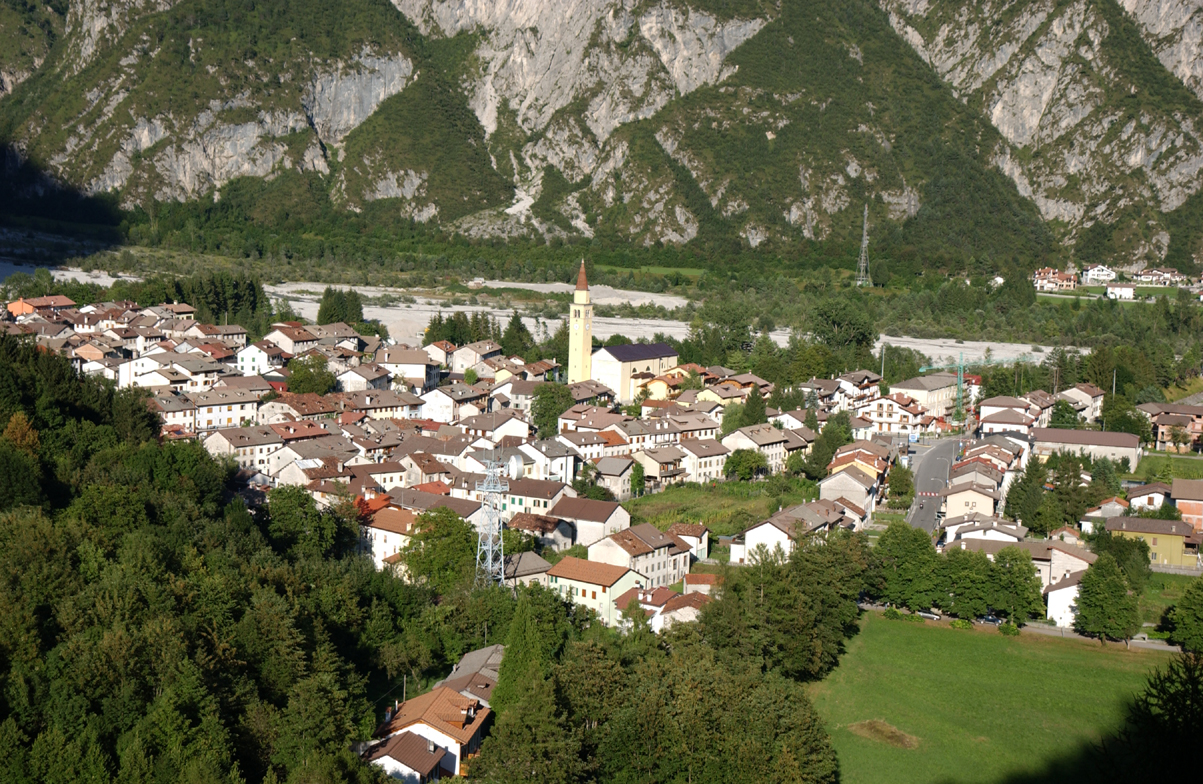
Cimolais
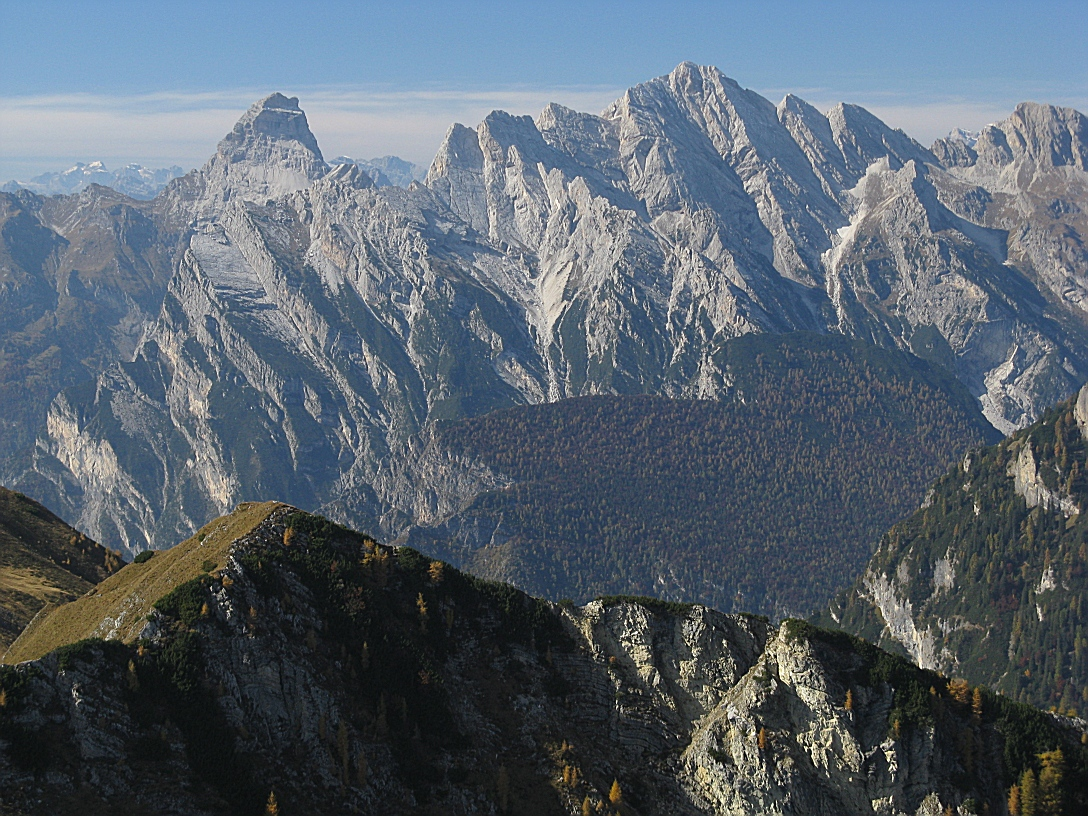
Cima dei Preti
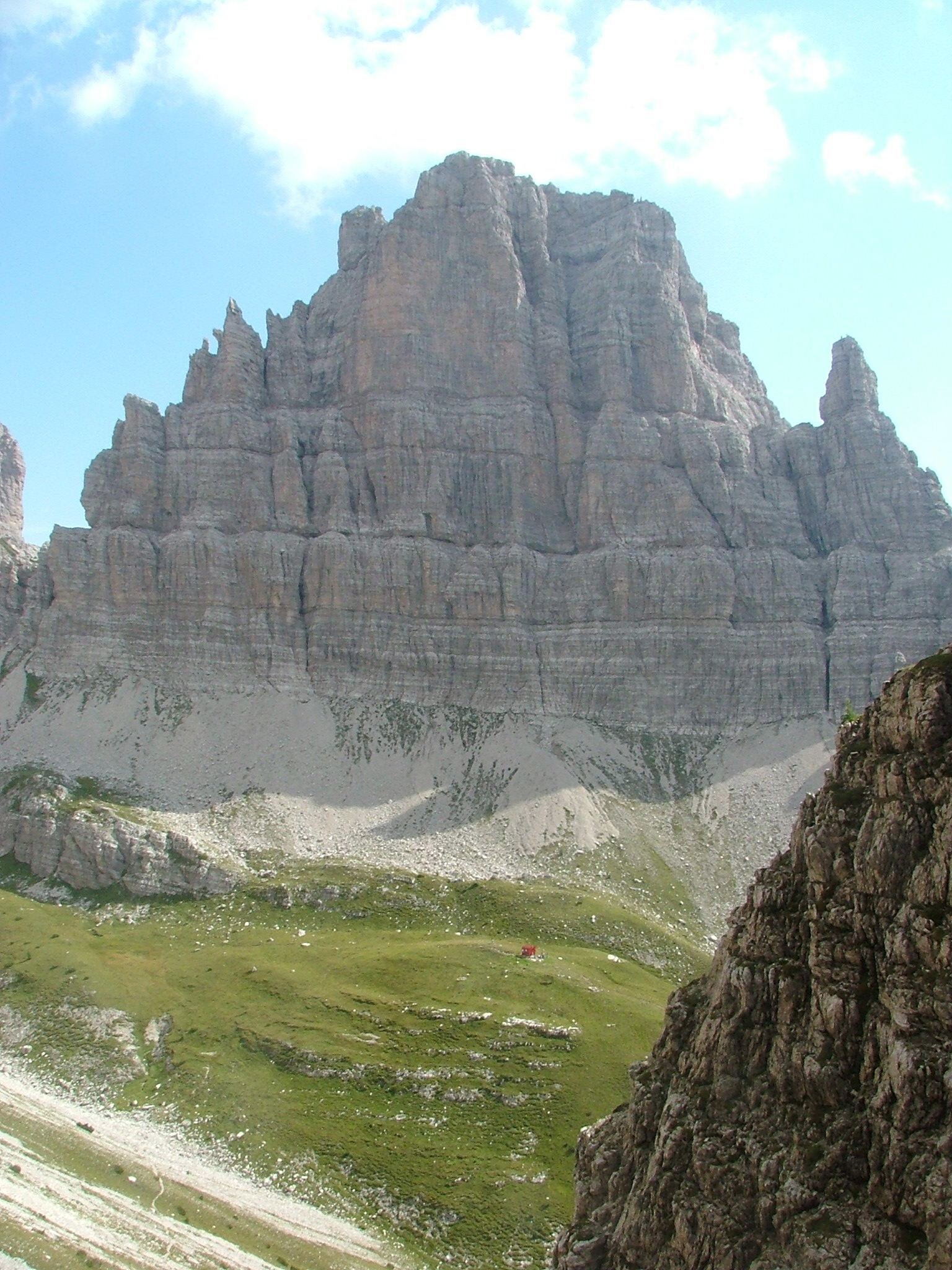
Croda Montanaia
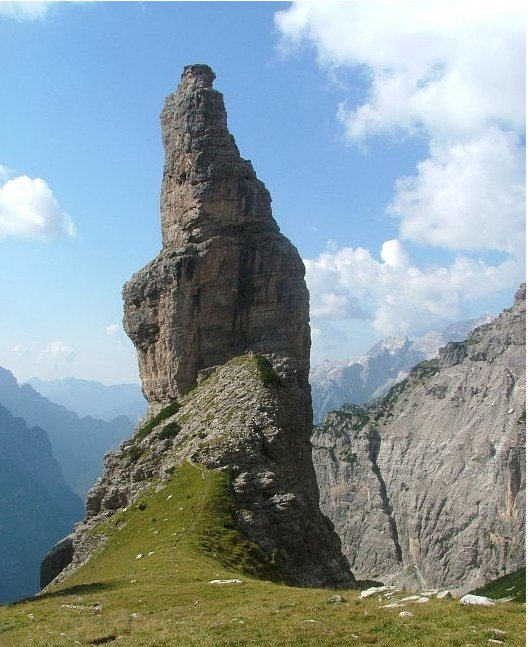
Campanile di Val Montanaia
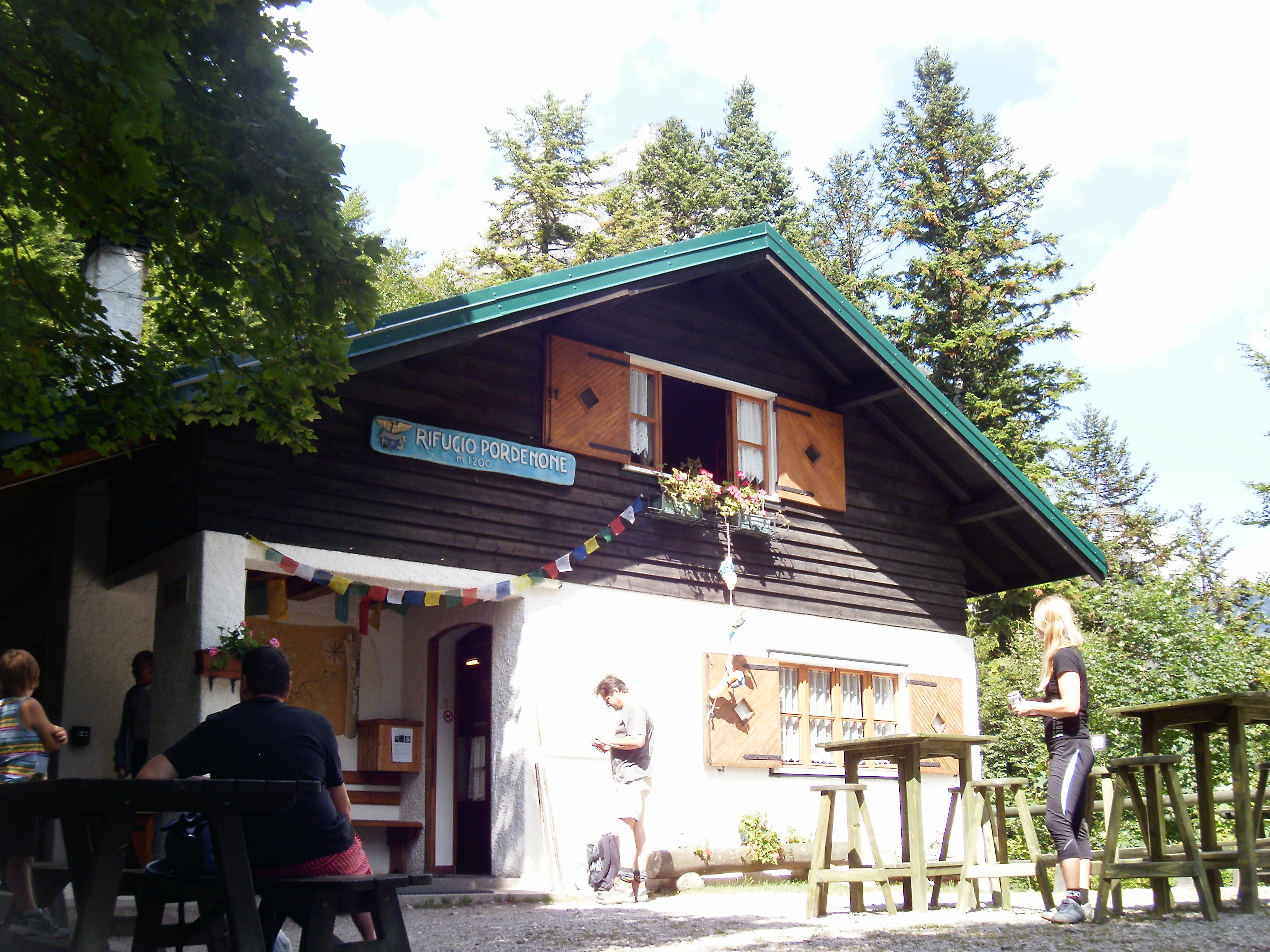
Rifugio Pordenone
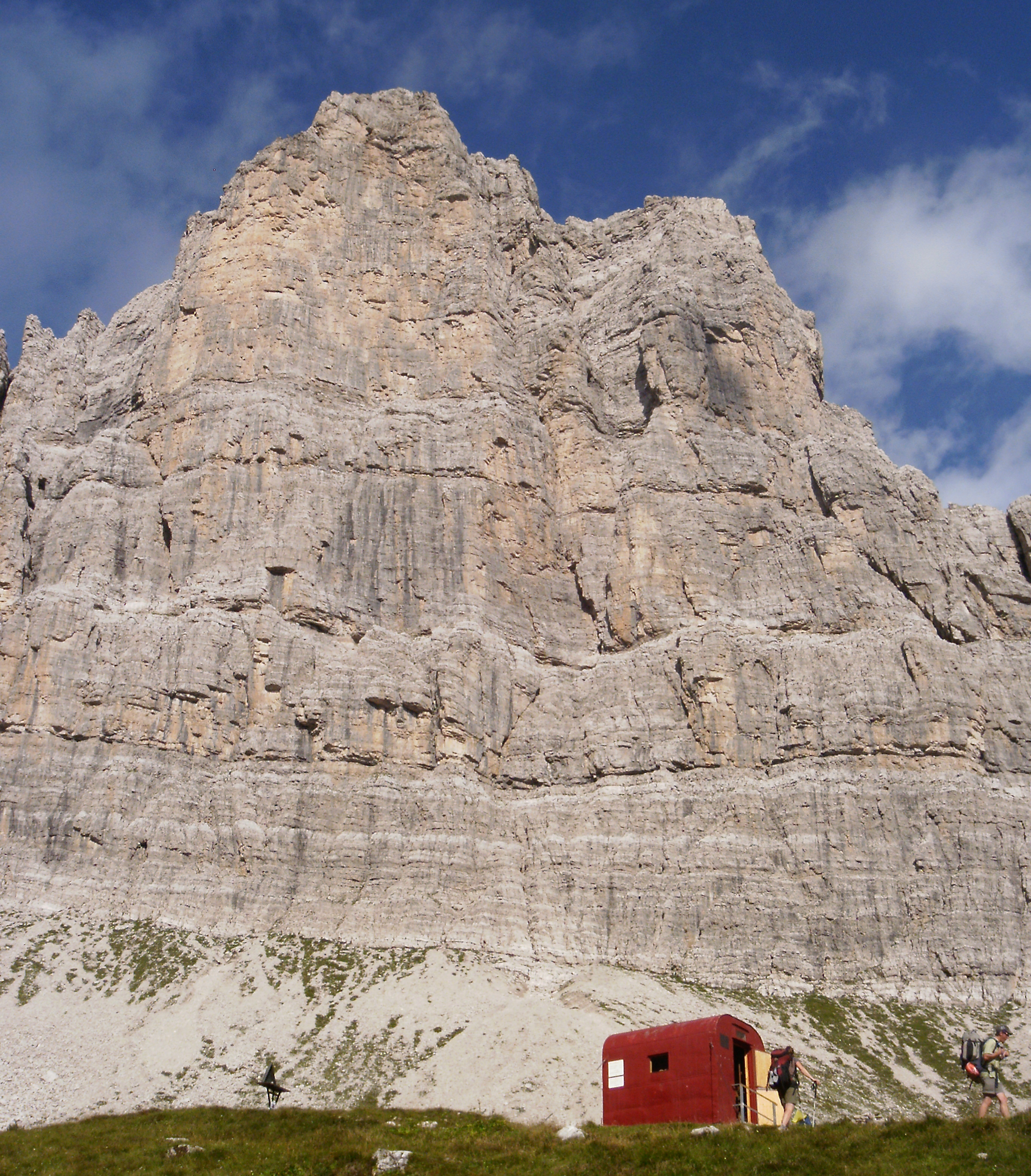
La Croda Cimoliana e il Bivacco Giuliano Perugini